# Preston Market Cross

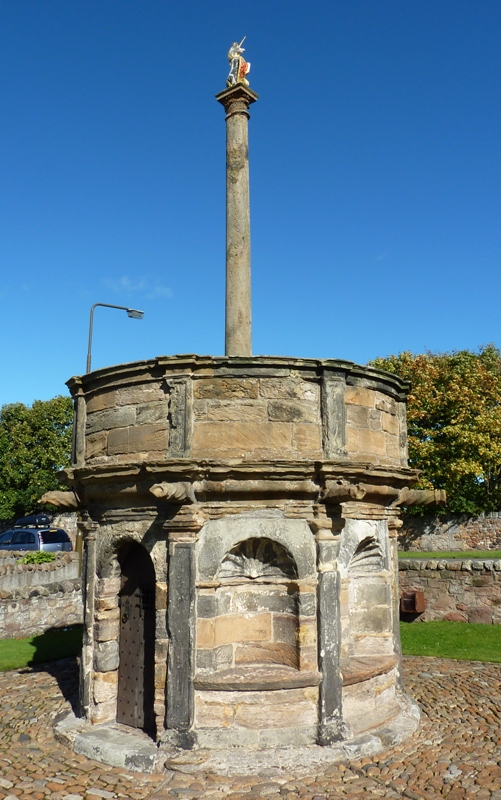
Preston Market Cross. De deur geeft toegang tot een kleine gevangenis.

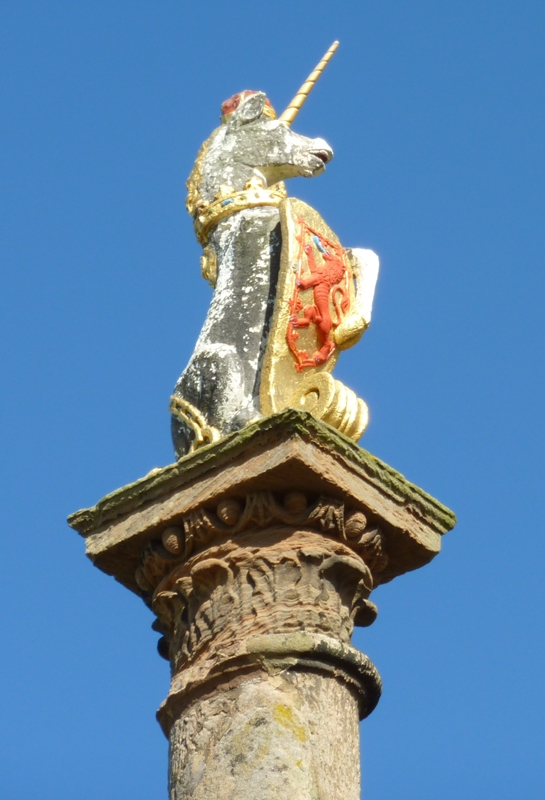
De eenhoorn op de zuil.

Het Preston Market Cross is een vroeg-zeventiende-eeuws marktkruis, staande in Preston ten zuiden van Prestonpans in de Schotse regio East Lothian.

## Geschiedenis
Het Preston Market Cross is hoogstwaarschijnlijk opgericht door de familie Hamilton van Preston, toen zij het recht verwierven om markten te houden in 1617. Naast de wekelijkse markt werd er een jaarlijkse markt gehouden genaamd St Jerome's Fair, die plaatsvond op de tweede donderdag van oktober.

## Bouw
Het Preston Market Cross heeft een diameter van 4,3 meter en is 3,7 meter hoog. Het bouwsel heeft zes schelpvormige nissen rondom en via een wenteltrap kan een plateau worden bereikt met een borstwering. Op deze hoogte bevinden zich aan de buitenzijde acht waterspuwers. In het midden van het plateau staat een zuil, waarop een eenhoorn staat die een tablet vasthoudt waarop een leeuw staat afgebeeld. Het bouwsel beschikt ook over een deur die toegang geeft tot een ruimte, die hoogstwaarschijnlijk als gevangenis werd gebruikt.
Het Preston Market Cross is het enige voorbeeld in Schotland van dit type marktkruis dat nog op de oorspronkelijke locatie staat.

## Beheer
Het Preston Market Cross wordt beheerd door Historic Scotland.